# Robert Hunter (compositor)
Robert C. Christie Hunter (Arroyo Grande, 23 de junho de 1941 — São Rafael, 23 de setembro de 2019) foi um letrista, cantautor, tradutor e poeta americano, mais conhecido por seu trabalho com a banda Grateful Dead. Nascido perto de San Luis Obispo, Califórnia, Hunter passou parte de sua infância em lares adotivos, como resultado de seu pai abandonar sua família, fazendo-o dedicar-se na leitura e na escrita. Ele frequentou a universidade em Connecticut por um ano antes de retornar a Palo Alto, onde se tornou amigo de Jerry Garcia. Garcia e Hunter começaram uma colaboração que durou o resto da vida de Garcia.
Garcia e outros formaram a Grateful Dead em 1965, e algum tempo depois começou a trabalhar com as letras que Hunter havia escrito. Garcia o convidou para se juntar à banda como letrista, e Hunter contribuiu substancialmente para muitos de seus álbuns, começando com Aoxomoxoa em 1969. Ao longo dos anos, Hunter escreveu letras para várias músicas da banda, incluindo "Dark Star", "Ripple", "Truckin'", "China Cat Sunflower" e "Terrapin Station". Hunter foi introduzido no Hall da Fama do Rock and Roll com a Grateful Dead em 1994 e é o único não-intérprete a ser indicado como membro de uma banda. Após sua morte, a Rolling Stone o descreveu como "um dos letristas mais ambiciosos e deslumbrantes do rock".

## Primeiros anos
Hunter nasceu Robert Burns em 23 de junho de 1941 em Arroyo Grande, Califórnia, perto de San Luis Obispo. Ele era bisneto do famoso poeta romântico Robert Burns, de acordo com Charles Perry. O pai de Hunter era alcoólatra, abandonando a família quando Hunter tinha sete anos, segundo o cronista da Grateful Dead, Dennis McNally. Ele passou os próximos anos em lares adotivos antes de voltar a morar com sua mãe. Essas experiências o levaram a procurar refúgio em livros, e ele escreveu um conto de fadas de cinquenta páginas antes dos onze anos. Sua mãe se casou novamente, com Norman Hunter, cujo sobrenome Robert usava. O Hunter mais velho era um editor, que dava lições a Robert por escrito. Hunter cursou o ensino médio em Palo Alto, aprendendo a tocar vários instrumentos quando adolescente. Sua família se mudou para Connecticut, onde ele estudou na Universidade de Connecticut. Ele tocou trompete em uma banda chamada The Crescents. Hunter deixou a universidade depois de um ano e voltou para Palo Alto. Ele se alistou na Guarda Nacional e passou seis meses treinando, antes de fazer uma viagem de seis meses de serviço.
Ao retornar a Palo Alto, ele foi apresentado a Jerry Garcia pela então namorada de Garcia, que já havia tido um relacionamento com Hunter. Garcia tinha 18 anos e Hunter, 19. A dupla começou a se apresentar juntos. Eles formaram uma dupla de curta duração chamada "Bob and Jerry", que estreou na cerimônia de graduação da Quaker Peninsula School em 5 de maio de 1961. Segundo McNally, o grupo não durou por causa dos "limites de Hunter como guitarrista e do desejo voraz de Garcia de melhorar", mas os dois permaneceram amigáveis. Garcia se envolveu com grupos de bluegrass na área, como o Thunder Mountain Tub Thumpers e o Wildwood Boys; Hunter às vezes tocava bandolim com esses grupos, mas estava mais interessado em escrever. Em 1962, ele havia escrito um livro, The Silver Snarling Trumpet, descrito por McNally como uma clave romana. O volume não foi publicado; no entanto, McNally escreve que demonstrou "a habilidade de Hunter em contar histórias e sua fantástica audição para dialogar". Gravações de bandas folk e bluegrass que incluíram Hunter e Garcia foram posteriormente lançadas em dois álbuns – Folk Time (2016) e Before the Dead (2018).
Por volta de 1962, Hunter se ofereceu para experimentos químicos psicodélicos na Universidade Stanford, pesquisa patrocinada secretamente pela CIA em seu programa MKULTRA: outros participantes incluíam Ken Kesey e Allen Ginsberg. Ele foi pago para tomar LSD, psilocibina e mescalina e depois relatar suas experiências, que eram formativas para ele. Depois que um amigo tentou dissuadi-lo, ele disse: "Vai ser divertido! Vou pegar minha máquina de escrever e não dizer o que sairá". Esse incidente foi a primeira experiência substancial que qualquer um dos membros da Grateful Dead teve com drogas psicodélicas, e o surto criativo que ele experimentou se mostrou influente em suas perspectivas coletivas. Nessa época, Hunter se envolveu brevemente em cientologia e também lutou com o vício em metanfetamina e velocidade, o que o levou a se mudar brevemente para Los Angeles e depois para o Novo México. Mais tarde, algumas de suas alucinações inspiraram suas letras, como "China Cat Sunflower".

## Grateful Dead

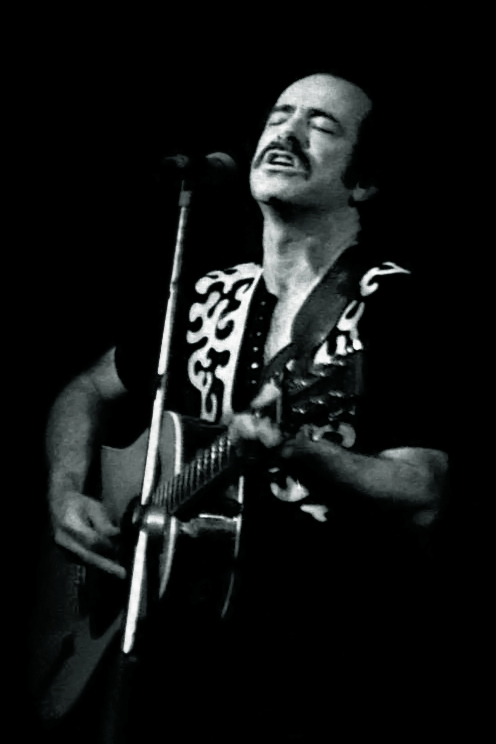
Robert Hunter se apresentando no início dos anos 80

Enquanto Hunter estava no Novo México, ele escreveu letras para três músicas. Estes — "China Cat Sunflower", "St. Stephen" e "Alligator" — se tornaram hits da Grateful Dead. Em 1965, Garcia, Ron McKernan, Bob Weir, Phil Lesh e Bill Kreutzmann formaram uma banda, inicialmente chamada de Warlocks, mas logo ficou conhecida como Grateful Dead. Inicialmente, eles tocavam músicas de outros artistas, mas logo começaram a compor suas próprias músicas. Eles gravaram e lançaram seu primeiro álbum, que incluía apenas duas músicas originais, mas logo depois começaram a se desenvolver mais e começaram a trabalhar em "Alligator", usando as letras de Hunter. Como resultado, eles convidaram Hunter para se juntar a eles em São Francisco para ser o letrista deles. Ele se juntou à Grateful Dead em um show em Rio Nido, Califórnia, onde escreveu a letra que mais tarde se tornou "Dark Star".
Hunter teve um papel mínimo no próximo álbum da Grateful Dead, Anthem of the Sun, mas ele e Garcia trabalharam juntos para escrever todas as músicas do Aoxomoxoa, que vieram depois. Embora seu estilo musical estivesse em desenvolvimento, o álbum produziu várias músicas populares, incluindo "China Cat Sunflower", que se tornou uma parte duradoura do repertório da Grateful Dead. Alguns meses antes do lançamento de Aoxomoxoa, Hunter e sua então parceira Christie Bourne começaram a dividir uma casa com Garcia, sua esposa e sua enteada. Viver nas proximidades deu um impulso adicional à composição de suas canções. O relacionamento de Hunter com a banda cresceu até que ele se tornou oficialmente um membro que não se apresentava. A reputação da banda também cresceu; em 1970, um grupo liderado por Miles Davis abriu um show para a Grateful Dead.
Após o Aoxomoxoa, a banda mudou de uma abordagem experimentalista para a música americana e country, apresentada em seus álbuns American Beauty e Workingman's Dead. Este período produziu algumas de suas canções de maior sucesso, incluindo "Cumberland Blues", "Box of Rain" e Sugar Magnolia. Muitas dessas músicas foram escritas por Hunter e se tornariam canções tradicionais duradouras; de acordo com McNally, músicas como "Ripple" passaram a ser "parte do cânone americano". Os métodos de composição da banda foram variados. Hunter às vezes escrevia letras, os outros compunham música ao redor; às vezes, ele escrevia letras para música; e, às vezes, o grupo trabalhava juntos para criar música e letra simultaneamente. Sua improvisação musical foi frequentemente inspirada por experiências psicodélicas sob a influência do LSD, e por outras experiências alucinatórias: Hunter escreveu "Dire Wolf" inspirado em um sonho depois de assistir a uma adaptação cinematográfica de The Hound of the Baskervilles.
A participação de Hunter na Grateful Dead foi marcada por sua colaboração com Garcia, baseada em, de acordo com McNally, "amizade, experiência comum, extraordinária capacidade de empatia de Hunter e excelente capacidade de traduzir isso em letras". No entanto, ele também trabalhou com outros membros da banda e, em American Beauty, trabalhou com McKernan em "Operator", Lesh em "Box of Rain" e Weir em "Sugar Magnolia". No entanto, ele finalmente decidiu que só poderia trabalhar com Garcia, e a dupla escreveu várias músicas juntos pelos próximos 25 anos. O relacionamento deles foi muitas vezes desafiado pelas dificuldades de Garcia com o vício em drogas; em 2015, Hunter disse que estava descontente com a extensão do uso de cocaína entre os membros. Hunter foi descrito como uma presença "orgulhosamente irascível" na banda, que frequentemente vetava tentativas de usar as músicas da banda para fins comerciais. Após a morte de Garcia por um ataque cardíaco em uma clínica de reabilitação de heroína em 1995, a Grateful Dead se separou.

## Colaborações

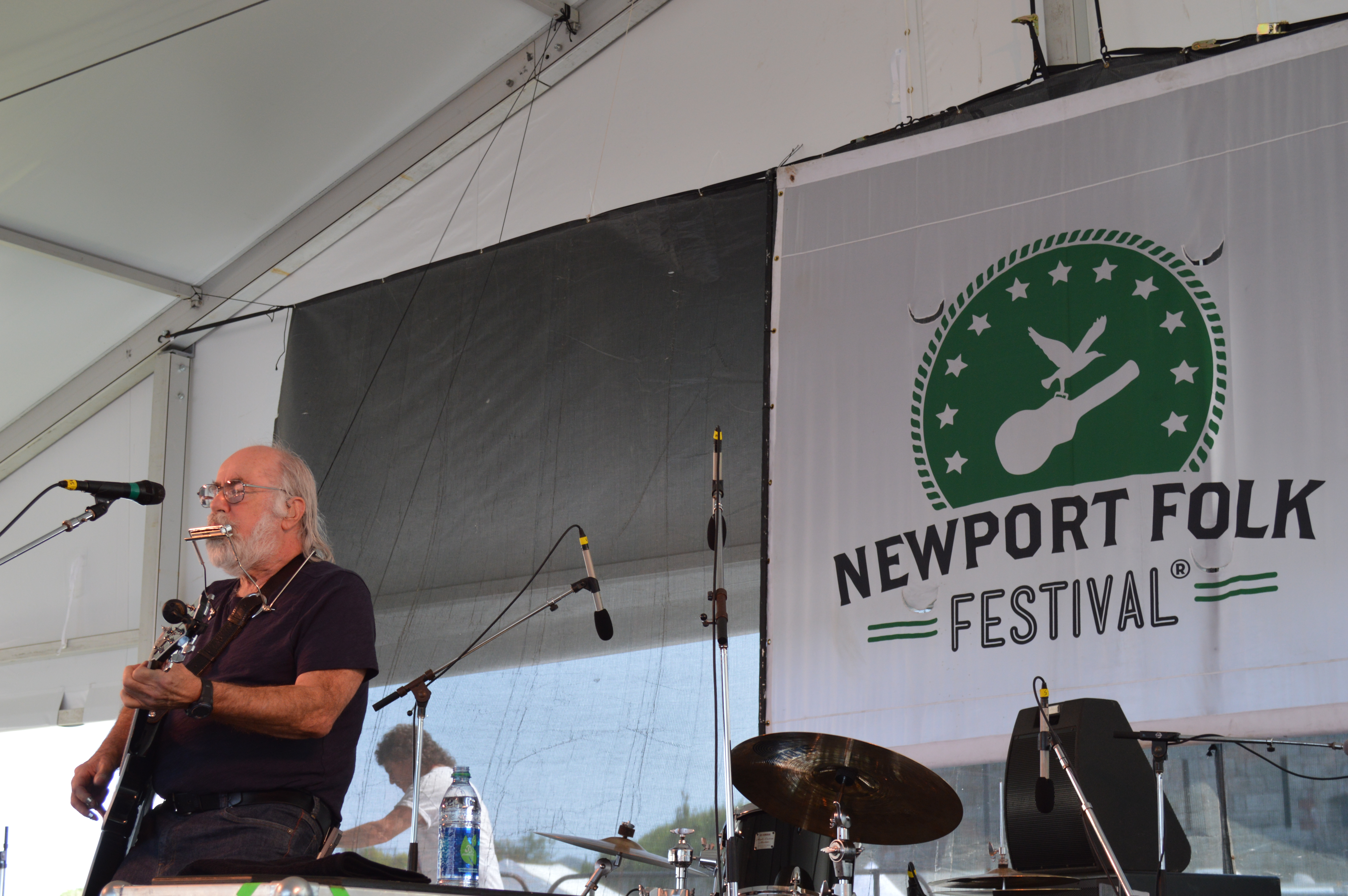
Hunter no Newport Folk Festival, 2014

Após a separação da Grateful Dead, Hunter continuou com sucesso sua carreira de escritor, trabalhando em novas músicas com Jim Lauderdale, Elvis Costello, Cesar Rosas e Bruce Hornsby, entre outros. Ele foi visto ocasionalmente tocando violão solo e realizando seus trabalhos clássicos, além de músicas mais recentes. Em 2004, ele abriu a maior parte da turnê de verão da The Dead (um grupo formado por ex-membros da Grateful Dead). Ele também co-escreveu, com David Nelson, muitas das músicas dos álbuns Where I Come From (2009) e 17 Pine Avenue (2012), do New Riders of the Purple Sage. Hunter escreveu "Cyclone" para Bruce Hornsby e o álbum Levitate dos Noisemakers, lançado em 2009. Perguntado em uma entrevista de 2009 sobre algumas das letras mais "filosóficas" da música, Hornsby disse: "Você sabe que essas são as letras de Robert Hunter com um algumas adições minhas". Hornsby comentou sobre seu trabalho para Levitate ("Cyclone"), dizendo: "Bem, eu sempre amei as composições [de Robert Hunter]. Eu amo diversas músicas de Garcia/Hunter. Elas soam atemporais para mim, como se tivessem sido escritas há centenas de anos".
Hunter colaborou com Bob Dylan em várias ocasiões; ele co-escreveu duas músicas no álbum de Dylan de 1988, Down in the Groove, todas as músicas, exceto uma, do álbum de Dylan de 2009, Together Through Life, e "Duquesne Whistle" do álbum de Dylan de 2012, Tempest. "Nós provavelmente poderíamos escrever uma centena de músicas juntos se pensássemos que era importante ou se as razões certas estavam lá", disse Dylan sobre o trabalho com ele em 2009. Hunter co-escreveu as músicas de dois álbuns de Jim Lauderdale — Patchwork River (2010) e Carolina Moonrise (2012). Hunter disse mais tarde que trabalhar com Lauderdale foi uma experiência produtiva, pois ambos gostaram de trabalhar rapidamente e escreveu um álbum em alguns dias. Também em 2010, Hunter co-escreveu a música "All My Bridges Burning" com Cesar Rosas para o álbum do Los Lobos, Tin Can Trust. No mesmo ano, Hunter escreveu letras para o álbum de estreia do 7 Walkers, incluindo "Louisiana Rain", "Chingo" e "Sue From Bogalusa". Em 2012, Hunter co-escreveu letras para os álbuns Mysterium Tremendum e o acompanhamento Superorganism, da Mickey Hart Band. Em uma entrevista ao American Songwriter, Hart categorizou as letras de Hunter em comparação com outros grandes letristas dizendo "Quando você está em uma situação no futuro e não pode explicá-la, muitas vezes uma linha de Hunter ou duas ou três explica algo inexplicável". Também em 2012, Hunter co-escreveu quatro músicas no álbum Rooster Rag, do Little Feat.

## Prêmios e legado
Quando a Grateful Dead foi introduzida no Salão da Fama do Rock and Roll, em 1994, Hunter foi incluído como membro da banda, o único não-artista tão homenageado. Em 2013, Hunter recebeu o Lifetime Achievement Award da Americana Music Association. Ele tocou "Ripple" do álbum American Beauty, da Grateful Dead. Em 2015, Hunter e Garcia foram incluídos no Salão da Fama dos Compositores. Hunter aceitou o prêmio junto com a filha de Garcia, Trixie Garcia, aceitando em nome de seu pai. Hunter mais uma vez tocou "Ripple". Hunter disse que a frase favorita escrita por ele foi em "Ripple": Saiba que há uma fonte que não foi feita pelas mãos dos homens. "E eu acredito, você sabe?" ele disse à Rolling Stone em 2015.
De acordo com o New York Times, as letras de Hunter ajudaram "a definir a Grateful Dead como uma pedra de toque da contracultura". Analisar suas letras se tornou um exercício popular entre os fãs da banda, algo em que Hunter se orgulhava. Sua abordagem à composição é descrita como "profundamente literária" e responsável por diferenciar a música da Grateful Dead da música popular tradicional. O Los Angeles Times comparou sua estética lírica à de Bob Dylan e Randy Newman, e escreveu que ele foi um dos poucos letristas que "se aprofundaram nas características únicas da psique americana". Hunter foi o único escritor a colaborar extensivamente com Dylan. Durante a década de 2000, Dylan disse que Hunter tinha "um jeito com as palavras" e "Nós dois escrevemos um tipo de música diferente do que hoje se passa nas composições". Hunter era notoriamente avesso a explicar suas letras e evitar entrevistas.
Dennis McNally, autor de uma história da Grateful Dead, disse que a banda apenas "desenvolveu seu potencial de grandeza" depois de fazer de Hunter seu principal letrista. McNally escreve que Garcia foi um dos "guitarristas e compositores de destaque de sua geração", mas suas habilidades líricas eram menores. Muitas das letras iniciais da Grateful Dead eram "superficiais" e simples. Da colaboração de Hunter e Garcia vieram muitas das músicas que McNally chama de obras-primas da banda, incluindo "Ripple", "Brokedown Palace" e "Attics of My Life". De acordo com a Rolling Stone, Hunter foi "[considerado] um dos letristas mais ambiciosos e deslumbrantes do rock, Hunter era o contraponto literário à experimentação musical da banda" e suas letras eram "tanto parte da banda quanto o canto e a guitarra de Jerry Garcia".

## Vida pessoal e morte
Hunter se casou com a artista Maureen Hunter em 1982, e eles tiveram três filhos. Embora tenha sido um dos primeiros membros da Igreja de Cientologia, em 1999, Hunter não pertencia mais à organização. Em 2013, ele foi obrigado a fazer uma turnê solo como resultado de contas médicas, depois de sobreviver a um abscesso da medula espinhal no ano anterior. Hunter morreu em sua casa em São Rafael, Califórnia, em 23 de setembro de 2019. Ele passou por uma cirurgia recente antes de sua morte. Ao ouvir notícias de sua morte, tributos e lembranças foram compartilhadas por seus ex-colegas de banda Bob Weir, Mickey Hart, Bill Kreutzmann e Phil Lesh, ao lado de outros músicos Jim Lauderdale, Trey Anastasio, John Mayer, Oteil Burbridge e Warren Haynes.

## Literatura
- The Silver Snarling Trumpet (não-publicado – 1962)[5]
- Duino Elegies, de Rainer Maria Rilke, tradutor (1987).[41] ISBN 0-938493-04-3
- Sonnets to Orpheus de Rainer Marie Rilke, tradutor (1993).[41] ISBN 0-938493-21-3
- A Box of Rain (1990). ISBN 978-0-670-83412-9
- Night Cadre (1991). ISBN 0-670-83413-0
- Idiot's Delight (1992). ISBN 0-937815-49-7
- Sentinel (1993). ISBN 0-14-058698-9
- Infinity Minus Eleven: Poems (1993). ISBN 978-1885089113
- Dog Moon (1996). ISBN 1-56389-237-5
- Glass Lunch (1997). ISBN 0-14-058777-2
- The Complete Annotated Grateful Dead Lyrics (2005); prefácio de Robert Hunter. ISBN 978-0-7432-7747-1

## Discografia solo
Robert Hunter gravou como artista solo:
- Tales of the Great Rum Runners (1974 - Round Records)[44]
- Tiger Rose (1975 - Round Records)[45]
- Alligator Moon (1978 - não lançado)[46]
- Jack O'Roses (1980 - Dark Star Records)[47]
- Promontory Rider: A Retrospective Collection (1982 - Relix Records)[48]
- Amagamalin St. (1984 - Relix Records)[49]
- Live '85 (1985 - Relix Records)[50]
- Flight of the Marie Helena (1985 - Relix Records)[51]
- Rock Columbia (1986 - Relix Records)[52]
- Liberty (1987 - Relix Records)[53]
- A Box of Rain (1991 - Rykodisc)[54]
- Sentinel (1993 - Rykodisc)[55]

## Lista parcial de composições
- "Alligator"[4]
- "Althea"[56]
- "The Ballad of Ronnie Drew"[57][58]
- "Beyond Here Lies Nothin'"[59]
- "Black Muddy River"[60]
- "Box of Rain"[1]
- "Brokedown Palace"[25]
- "Casey Jones"[25]
- "China Cat Sunflower"[1]
- "Dark Star"[1]
- "Days Between"[61]
- "Dire Wolf"[62]
- "Franklin's Tower"[63]
- "Friend of the Devil"[25]
- "Greatest Story Ever Told"[64]
- "Jack Straw"[65]
- "Fire on the Mountain"[66]
- "Playing in the Band"[67]
- "Ripple"[1]
- "Rubin and Cherise"[68]
- "Scarlet Begonias"[1]
- "Shakedown Street"[69]
- "Silvio"[1]
- "St. Stephen"[1]
- "Sugaree"[70]
- "Sugar Magnolia"[25]
- "Terrapin Station"[5]
- "Touch of Grey"[1]
- "Truckin'"[4]
- "Uncle John's Band"[1]